# Liste der Rheinbrücken 1853

Verlauf des Rheins

Die Liste der Rheinbrücken 1853 nennt Brücken, die nach einer zeitgenössischen Quelle im Jahr 1853 den Rhein bzw. seine Mündungsarme überquerten. Die Liste folgt einer Zusammenstellung der Brücken über den Rhein (vom Bodensee an) bei Heinrich Meidinger: Die deutschen Ströme in ihren Verkehrs- und Handels-Verhältnissen, mit statistischen Uebersichten. Abt. 2: Der Rhein. Fleischer, Leipzig 1853, S. 14–16, S. 14–16; Textarchiv – Internet Archive. Die Brücken sind stromabwärts aufgelistet. Unterhalb von Basel bestanden im Jahr 1853 nur fliegende Brücken, Schiffbrücken und eine Dampf-Fähre.

## Hochrhein
- Stein am Rhein, Jochbrücke, Rheinbrücke Stein am Rhein
- Diessenhofen, gedeckte Brücke, Rheinbrücke Diessenhofen–Gailingen Rheinbrücke Diessenhofen–Gailingen

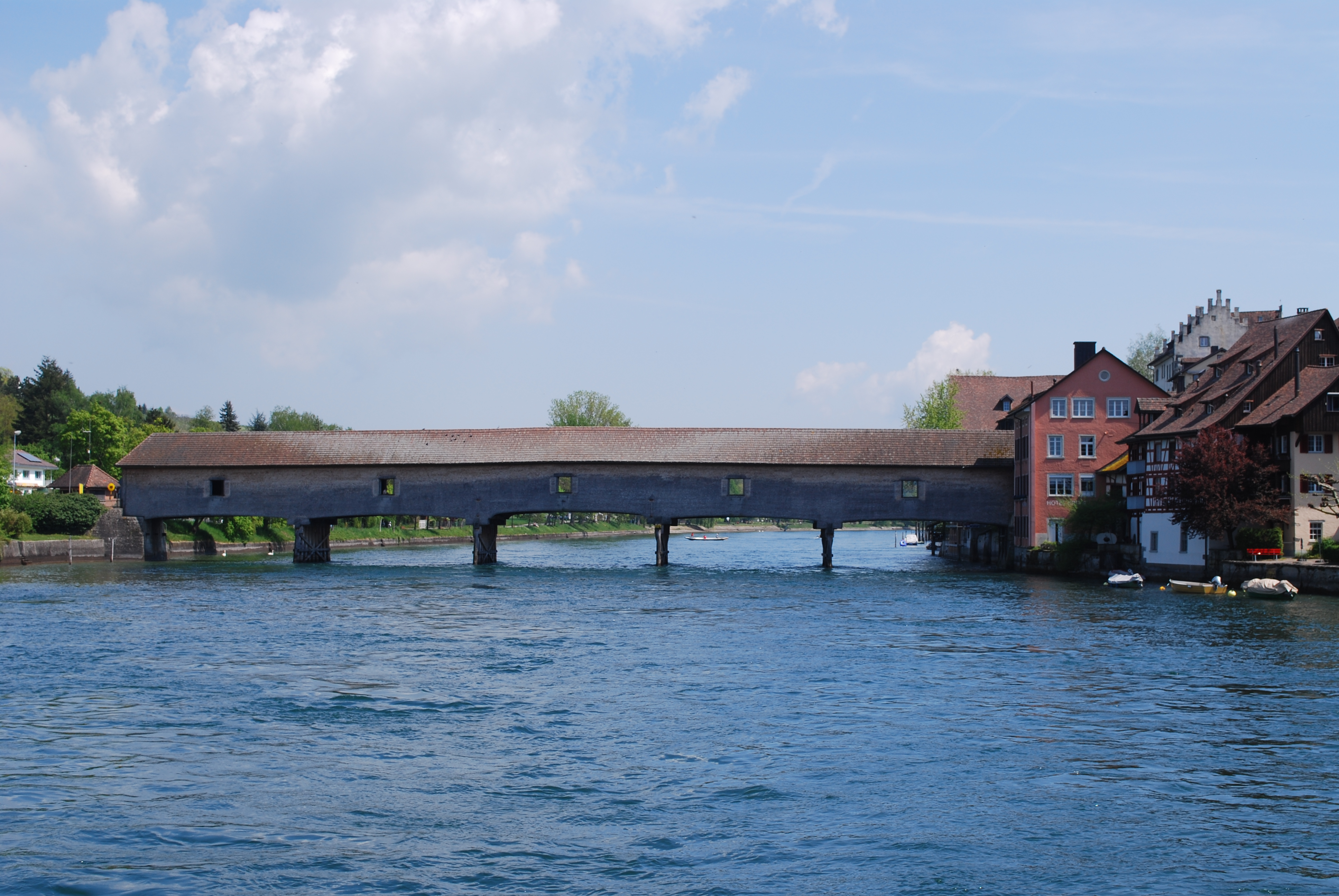
Rheinbrücke Diessenhofen–Gailingen

- Schaffhausen, offene Holzbrücke auf Pfahljochen, Rheinbrücke Schaffhausen–Feuerthalen
- Rheinau, gedeckte Brücke, Rheinbrücke Rheinau–Altenburg
- Eglisau, gedeckte Brücke, Rheinbrücke Eglisau
- Kaiserstuhl, Rheinbrücke Kaiserstuhl–Hohentengen
- Zurzach. Unterhalb des Ortes bestand 1847–1936 die fliegende Brücke bei Kadelburg.[1]
- Laufenburg, Laufenbrücke
- Säckingen, gedeckte Brücke, Holzbrücke Bad Säckingen (längste gedeckte Holzbrücke Europas). Die Stadt lag bis 1830 auf einer Insel und hatte noch eine zweite, steinerne Brücke, die die Insel mit der rechtsrheinischen Vorstadt verband. Diese wurde wegen Versandung des rechten Rheinarms mit diesem aufgeschüttet und befindet sich noch unter dem Straßenniveau.
- Rheinfelden, gedeckte Brücke, Alte Rheinbrücke Rheinfelden

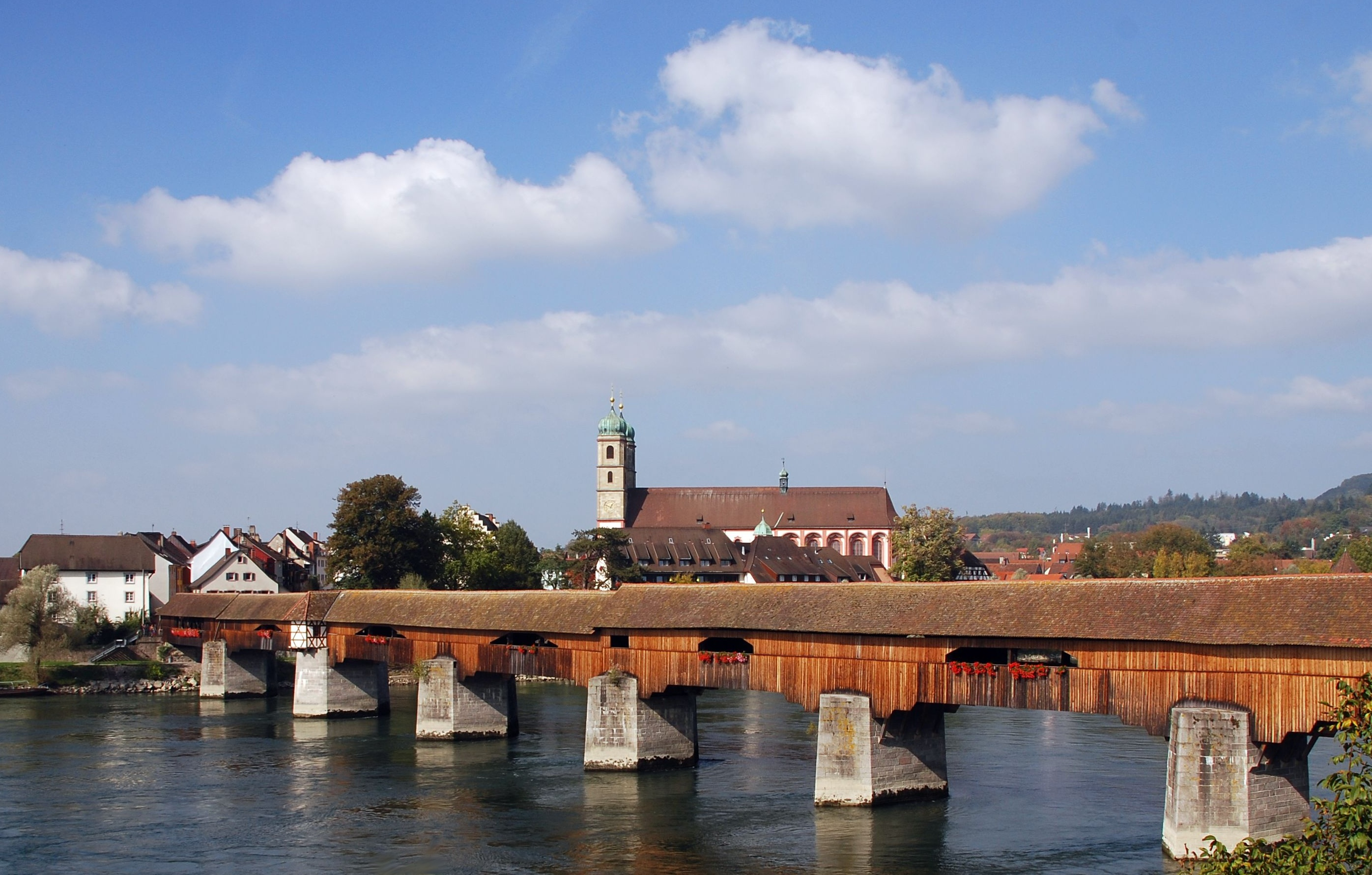
Holzbrücke Bad Säckingen

- Basel, Mittlere Brücke Holzbrücke Bad Säckingen

## Oberrhein
- Hüningen, fliegende Brücke
- Alt-Breisach, fliegende Brücke
- Kehl, lange Schiffbrücke nach Straßburg. Von der großen Rheinbrücke kommt man über eine Insel auf die kleine Rheinbrücke und von da nach Straßburg, durch das Metzgertor.
- Maximiliansau, Schiffbrücke (früher zu Knielingen). Dieser Ort liegt 1¾ Stunden von Karlsruhe und ist als neuer Hafen dieser Residenz zu betrachten.
- Plittersdorf (Selz), fliegende Brücke
- Germersheim (Festung an der Mündung der Queich), Schiffbrücke. Der Brückenkopf von Germersheim, obgleich am rechten badischen Ufer, gehört noch zu Bayern. Die Festung Landau liegt zwei Meilen von Germersheim, aufwärts der Queich
- Philippsburg (ehemalige Festung), fliegende Brücke
- Speyer, fliegende Brücke (nach Altlusheim)
- Mannheim, Schiffbrücke auf eisernen Pontons (nach Ludwigshafen). Diese Brücke besteht erst seit 1814. Früher war hier eine fliegende Brücke. Über den Neckar führt zu Mannheim eine schöne Kettenbrücke
- Worms, fliegende Brücke
- Oppenheim, fliegende Brücke (am gelben Hause)
- Mainz, Schiffbrücke nach Castel, 1660 Fuß, Schiffsbrücke (Mainz). Unter den Römern und unter Karl dem Großen bestand hier eine Brücke auf steinernen Pfeilern, wovon mehrere noch bei kleinem Wasser sichtbar, in der Richtung des Zeughauses, Römerbrücke (Mainz), Rheinbrücke Karls des Großen

## Mittelrhein
- Koblenz, fliegende Brücke
- Koblenz, Schiffbrücke (nach dem Thale Ehrenbreitstein), 1136 Fuß lang
- Bonn, fliegende Brücke

## Niederrhein

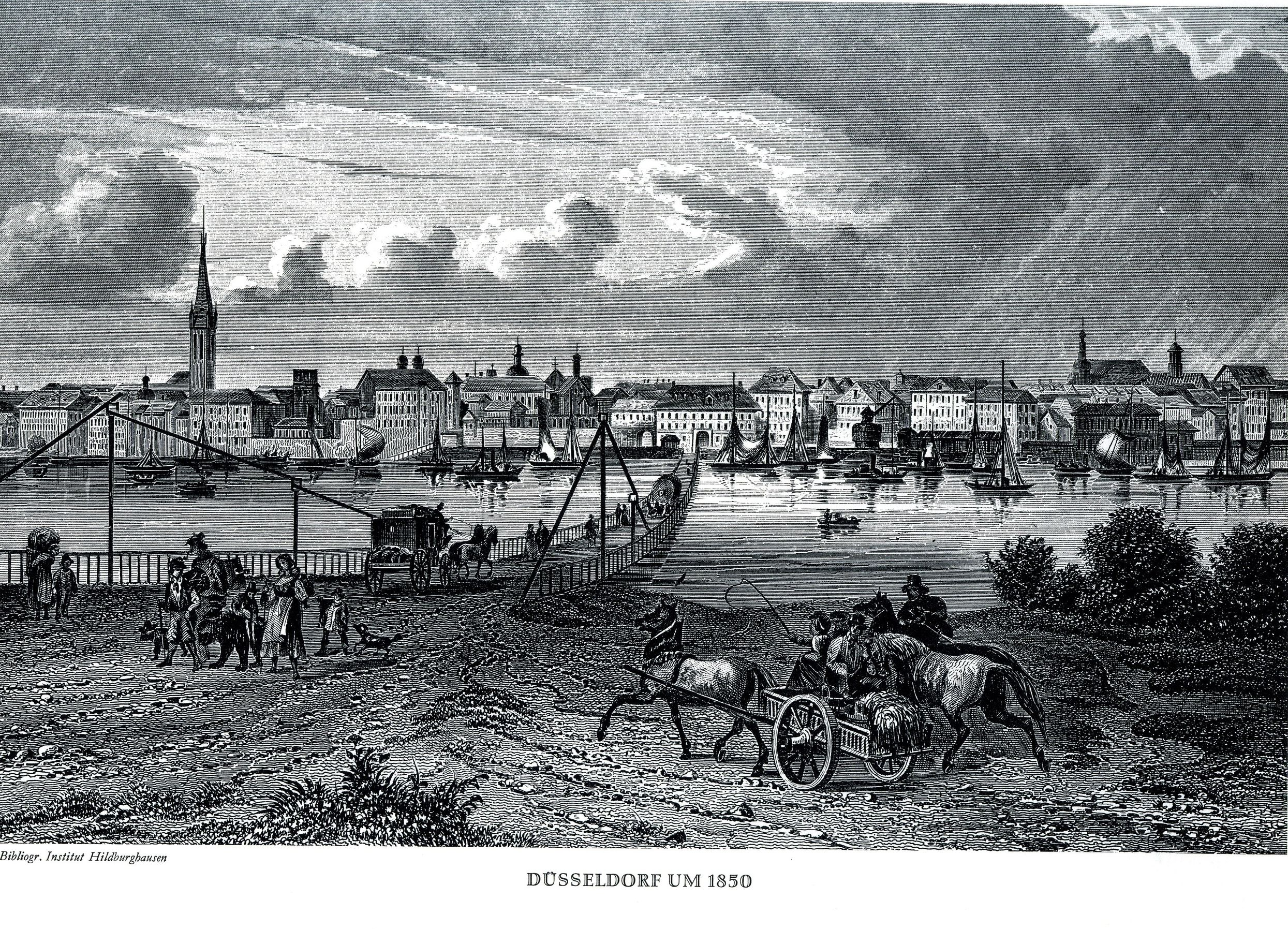
Schiffbrücke in Düsseldorf, um 1850

- Köln, Schiffbrücke (nach Deutz), 1306 Fuß lang. Eine steinerne Brücke war 1853 in Planung.[2]
- Mülheim, fliegende Brücke
- Düsseldorf, Schiffbrücke, 1839[3]
- Düsseldorf, fliegende Brücke (Weg nach Neuß), 1699[4]
- Duisburg, fliegende Brücke. Auf jeder Seite der Rheinkanalmündung und etwa 10 Minuten vor derselben wird die Überfahrt über den Rhein durch eine fliegende Brücke bewerkstelligt, oberhalb nach dem Dorf Werthhausen (und weiter nach der Stadt Uerdingen) und unterhalb nach Effenberg (und weiter nach dem Städtchen Meurs)
- Ruhrort, Dampffähre nach Homberg, von wo aus eine Eisenbahn nach Uerdingen, Krefeld etc. geht
- Wesel, Schiffbrücke. Doppelte Schiffbrücke von Wesel auf die Büdricher Insel und von da über den sogenannten Büdricher Kanal auf das linke Rheinufer, wo sich ein Brückenkopf befindet. Auch die Insel ist befestigt
- Emmerich, fliegende Brücke (Weg nach Kleve)

## Waal
- Nimwegen, fliegende Brücke
- Bommel, fliegende Brücke

## Lek
- Arnheim, Schiffbrücke

Fähren, für Wagen und Pferde, sind fast bei jedem nur einigermaßen bedeutenden Ort am Rhein.